# 佐倉ふるさと広場
佐倉ふるさと広場は千葉県佐倉市臼井田2714番地にある都市公園。生物多様性に富む印旛沼に隣接し、オランダ風車を背景に四季折々の花を楽しむことができ、夏には湖畔から打ち上がる花火を鑑賞しに市外からも多くの人が訪れていた。
現在は拡張整備中で工事は令和10年度末までを予定している。

## オランダ風車
佐倉市制40周年を記念し1994年3月に誕生。日蘭交流の幕開けとなったリーフデ号にちなみ
```
リーフデ《友愛》“De Liefde”
```

と命名された。メカニズム部分はオランダで製造され、オランダ人技師により建設された。本体は鉄筋コンクリート造りである。

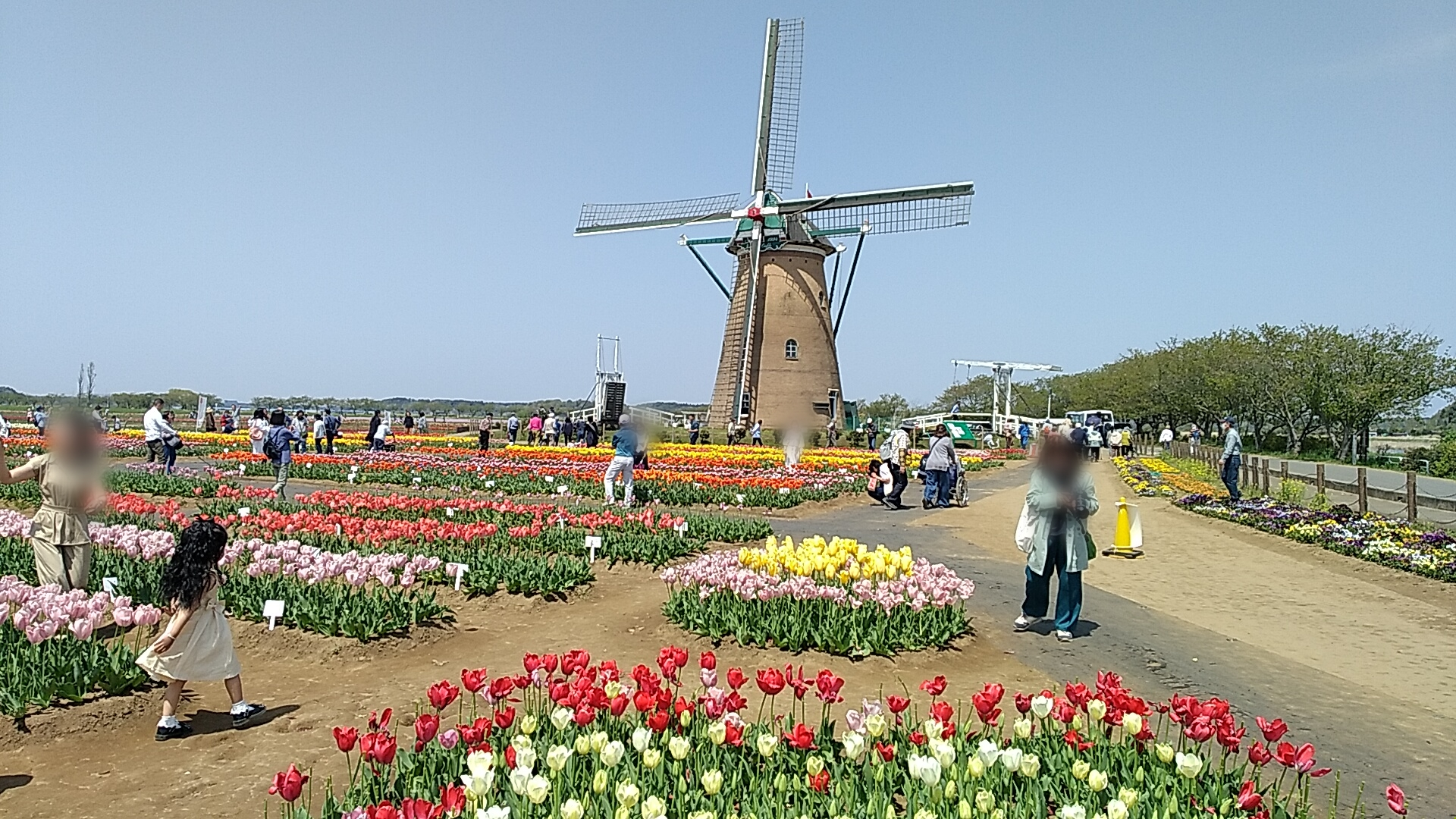
車椅子で訪れている人
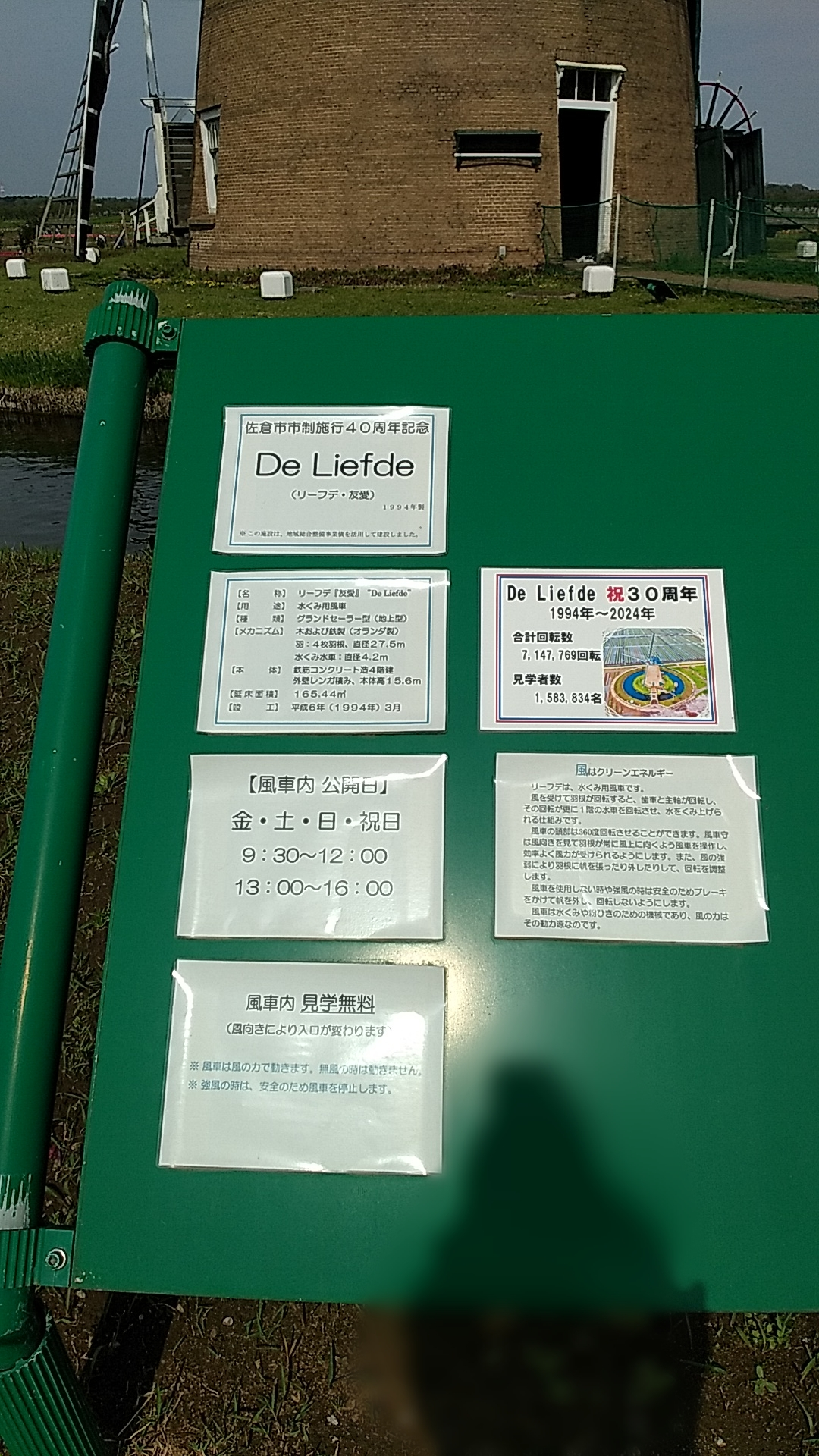
風車脇の看板

## 拡張整備まで開催されていたイベント
- 佐倉チューリップフェスタ

- 風車のひまわりガーデン
- 佐倉コスモスフェスタ
- 佐倉市民花火大会

2025年は分散して10月に開催される。

## バリアフリー対応

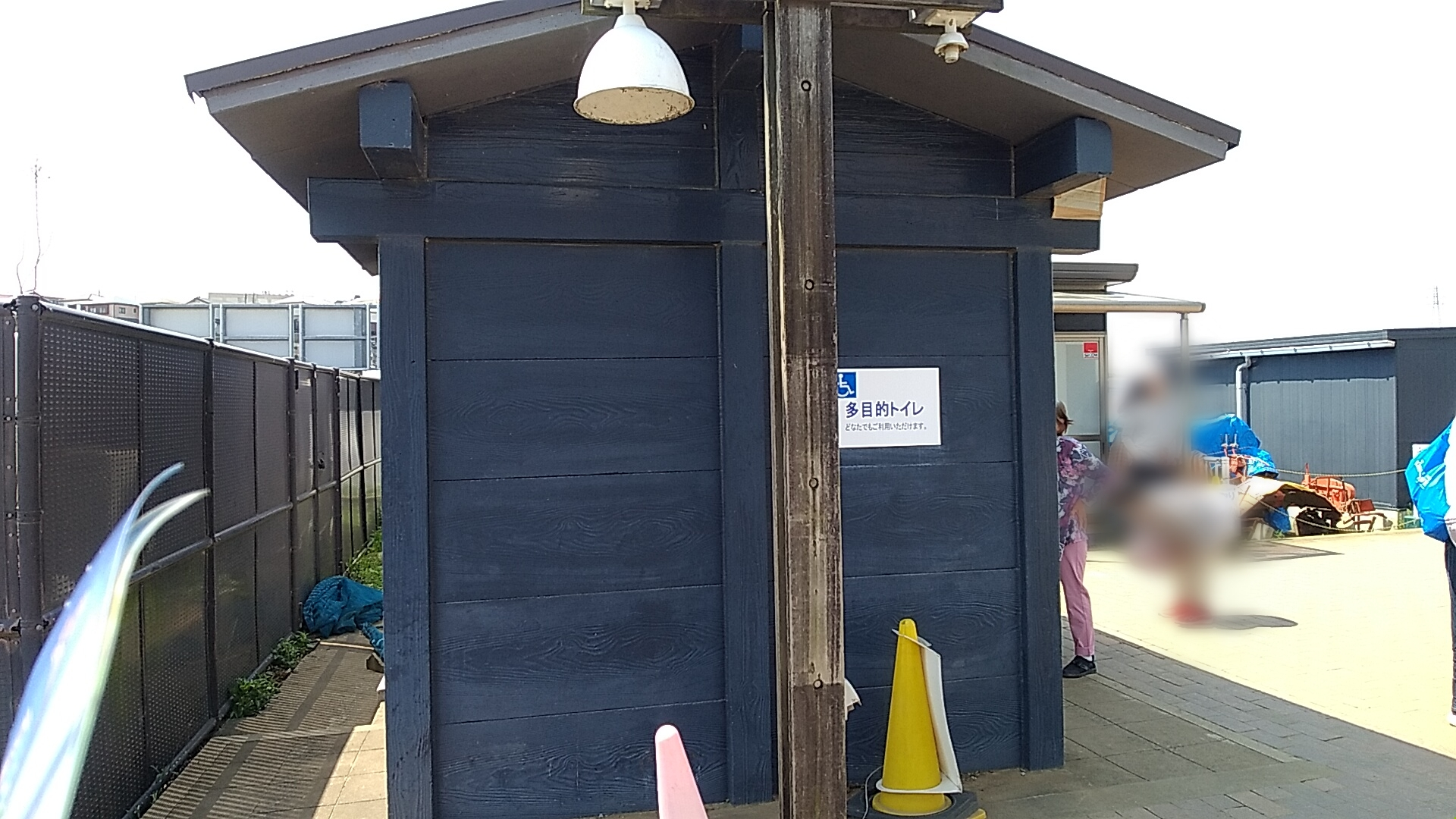
多目的トイレ

周辺施設

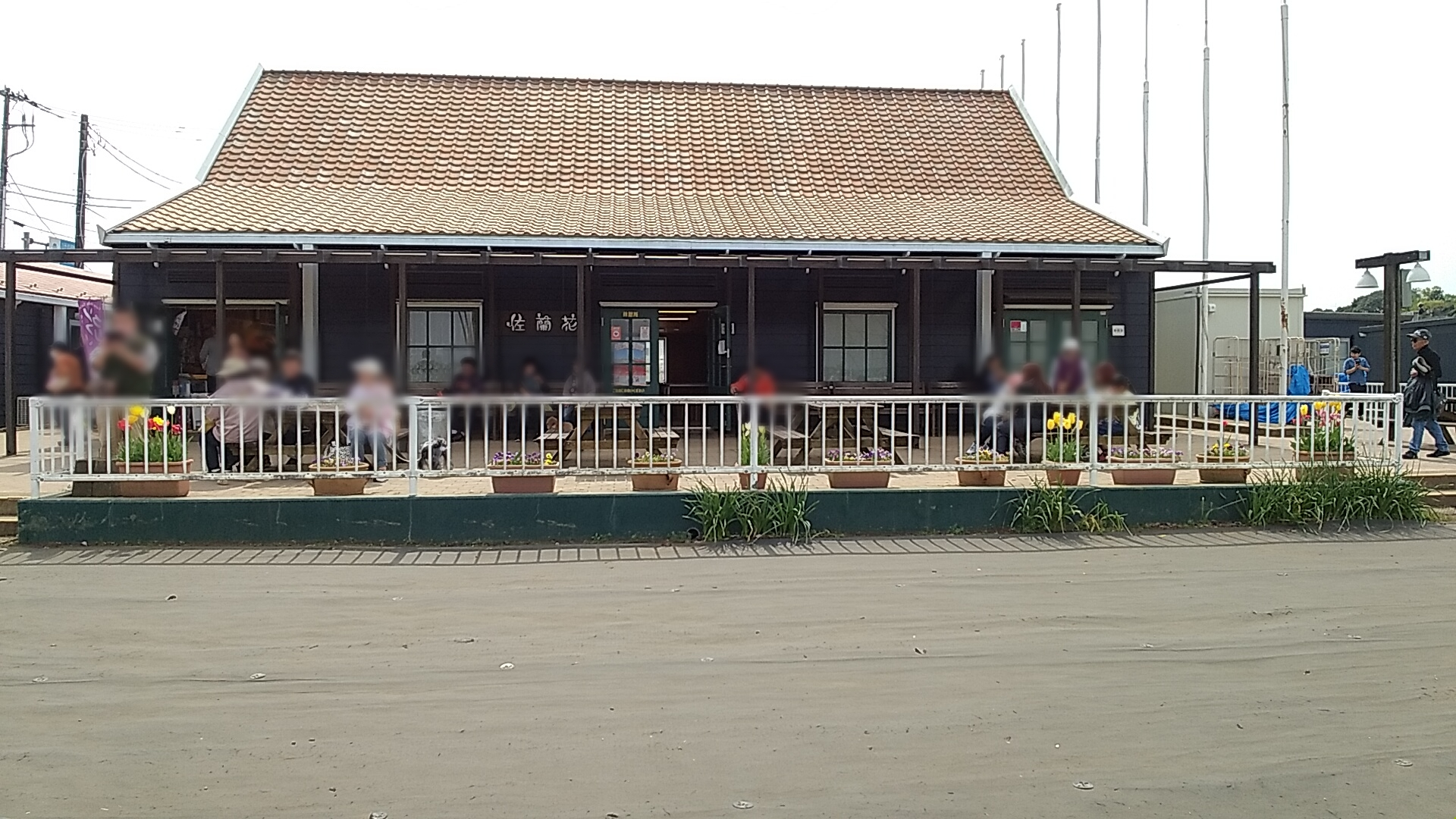
休憩所『佐蘭花』はオランダ風建築物
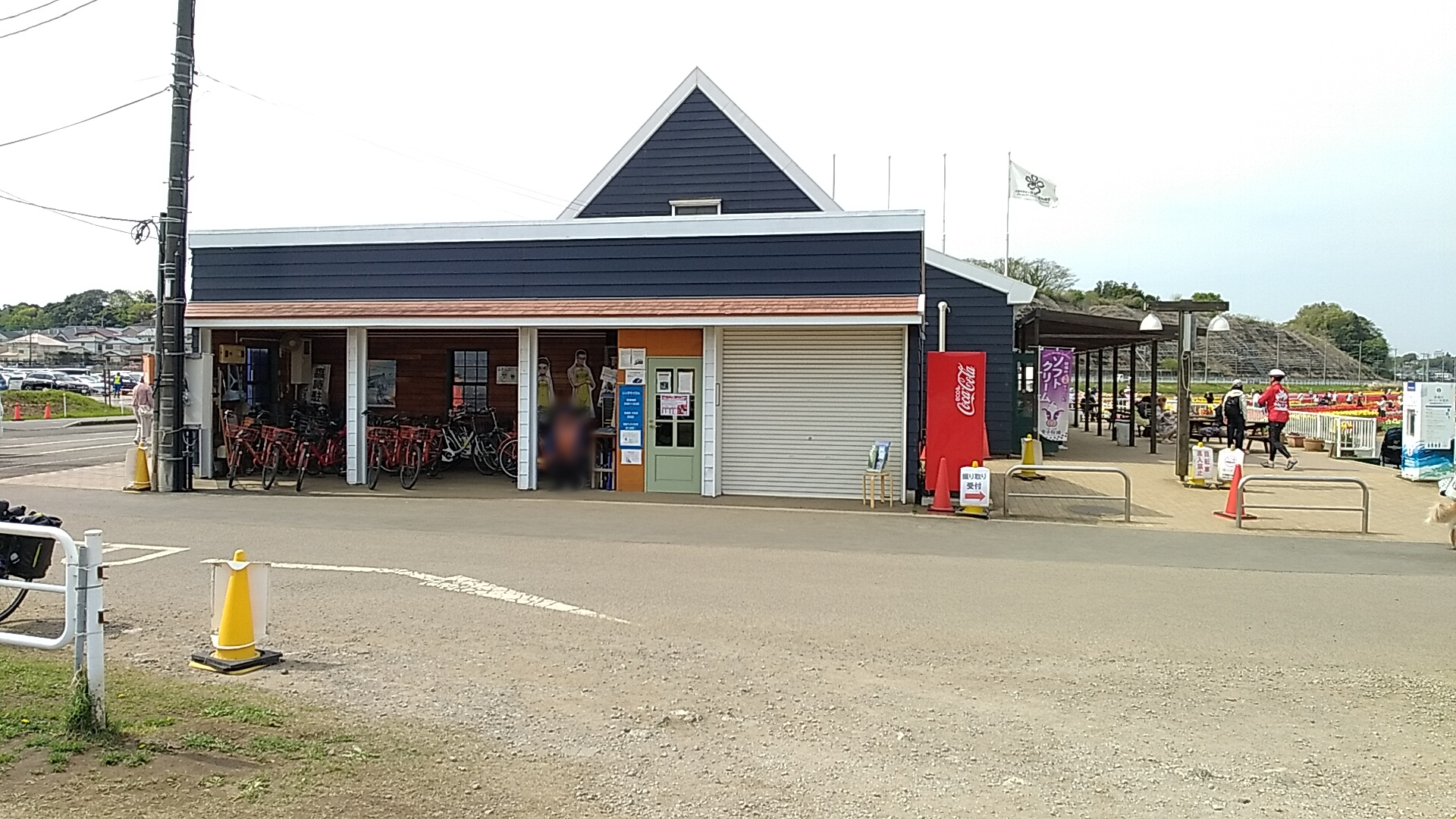
レンタサイクル兼観光船の切符売り場
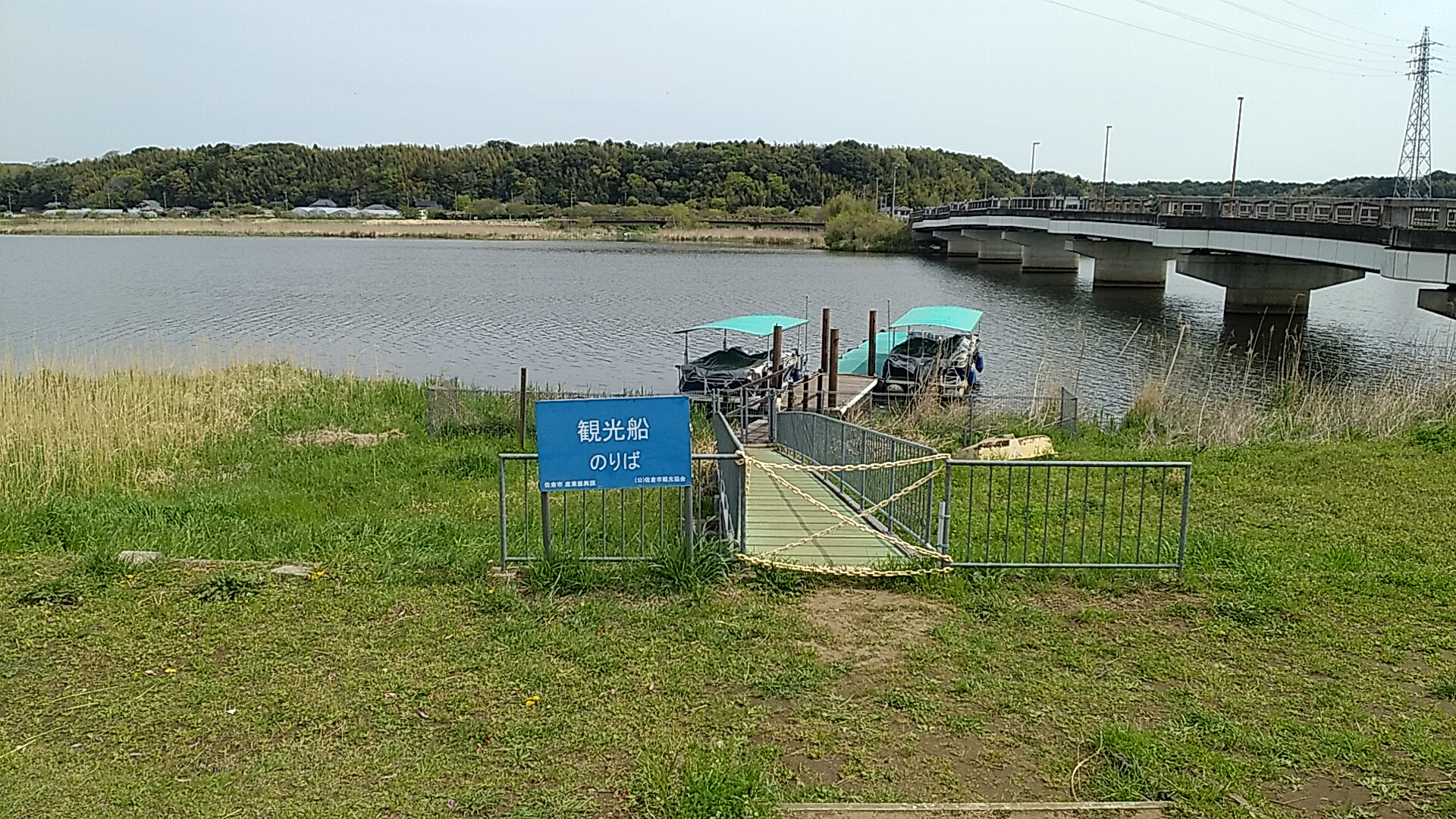
印旛沼観光船のりば
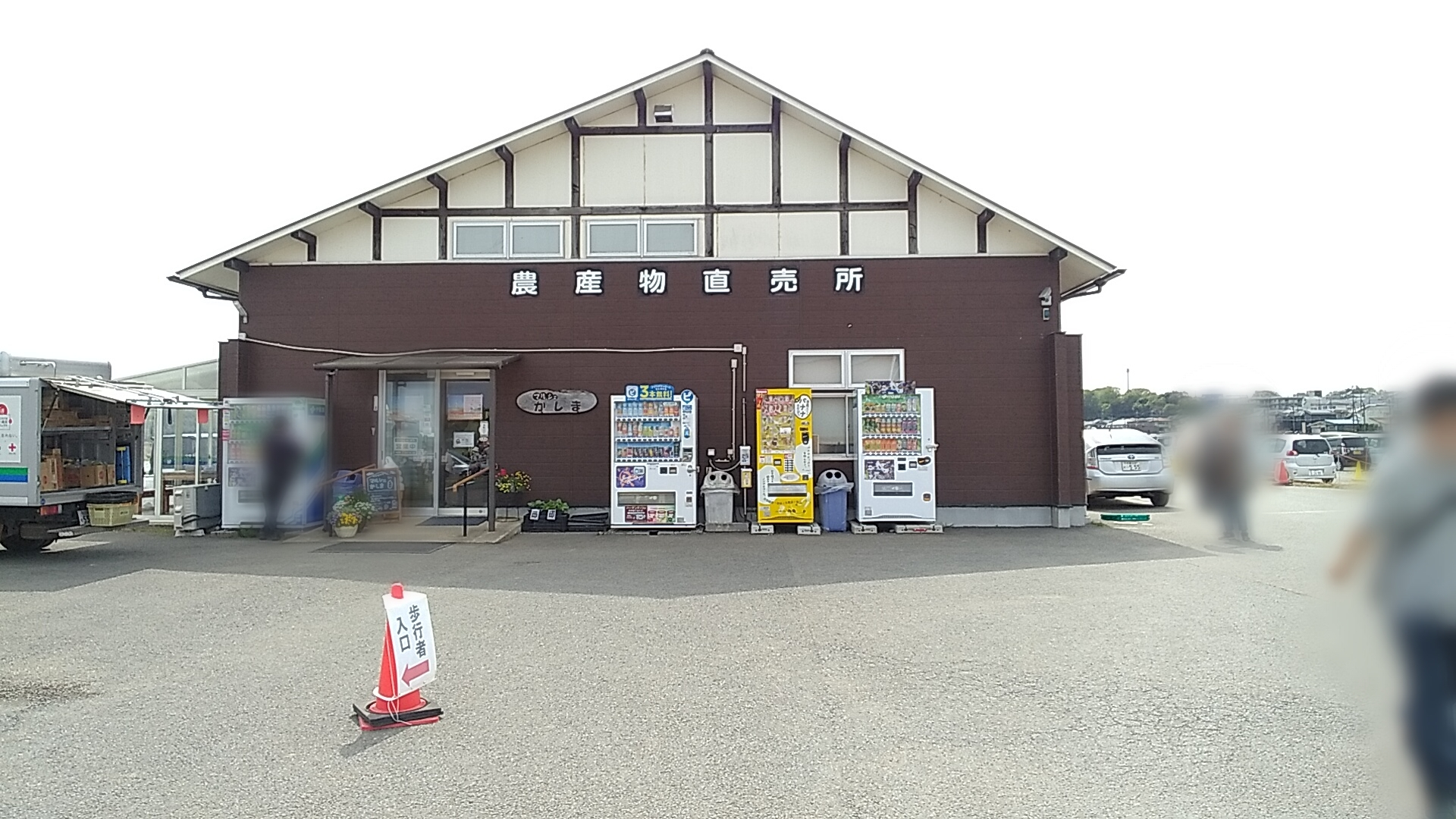
農産物直売所『マルシェかしま』

## アクセス
佐倉市コミュニティバス、京成佐倉駅から徒歩、東関東自動車道佐倉ICから車など。

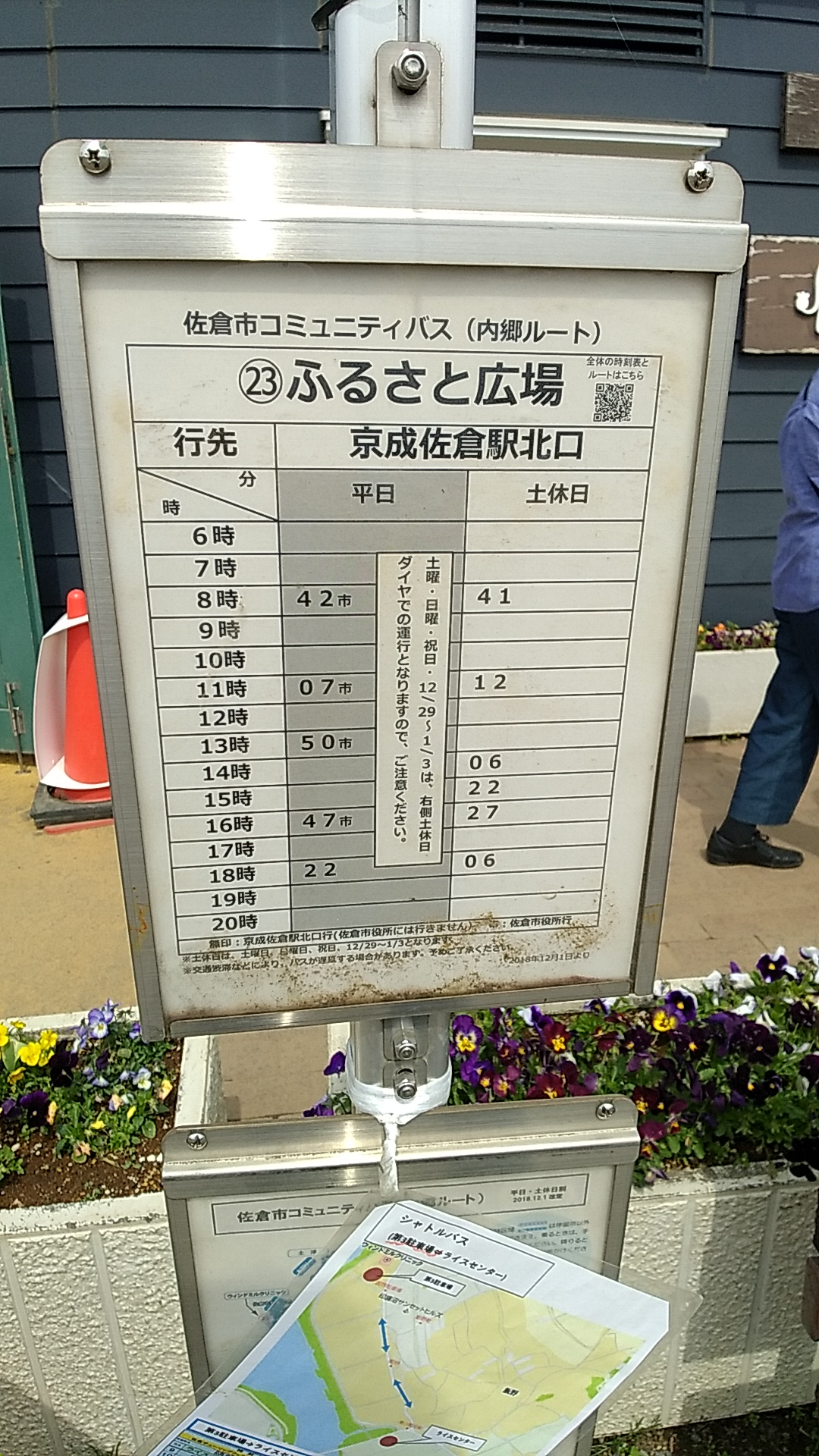
コミュニティバス停。『佐蘭花』の前。
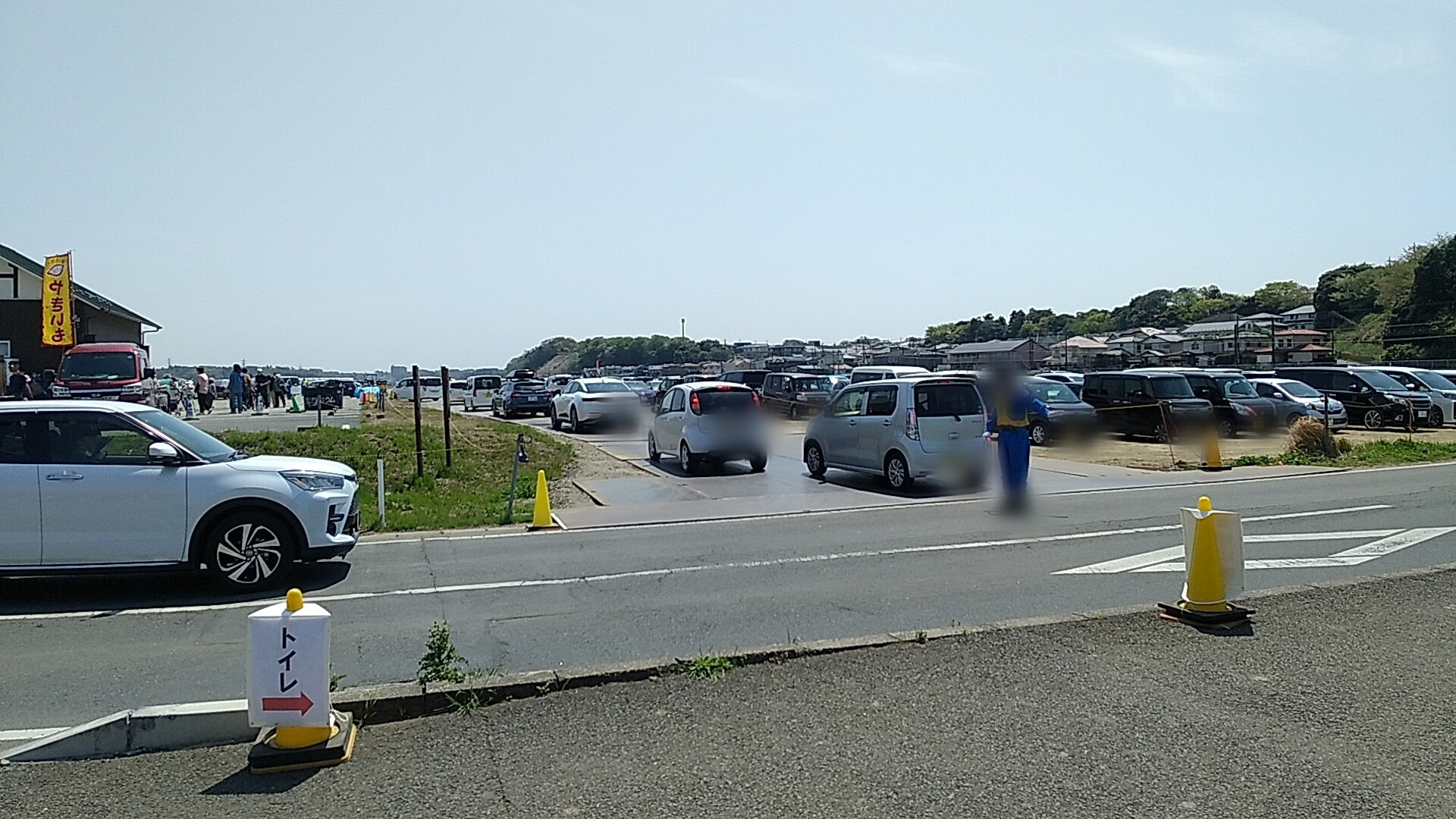
駐車場